# Geotrygon
Geotrygon é um género de ave da família Columbidae.
Este género contém as seguintes espécies:
- Geotrygon lawrencii
- Geotrygon costaricensis
- Juriti-safira, Geotrygon saphirina
- Geotrygon caniceps
- Geotrygon versicolor
- Geotrygon veraguensis
- Geotrygon albifacies
- Geotrygon chiriquensis
- Geotrygon goldmani
- Geotrygon linearis
- Geotrygon frenata
- Geotrygon chrysia
- Pomba-de-bigodes, Geotrygon mystacea
- Juriti-vermelha, Geotrygon violacea
- Pariri, Geotrygon montana